# Justice League: Injustice for All
Justice League: Injustice for All (с англ. — «Лига справедливости: Несправедливость для всех») — компьютерная игра в жанре beat ’em up с элементами платформера, разработанная американской студией Saffire и изданная компанией Midway Games в ноябре 2002 года эксклюзивно для портативной игровой консоли Game Boy Advance. Игра основана на мультсериале «Лига справедливости» и рассказывает об одноимённой команде супергероев, вынужденной помешать планам группы злодеев «Банда несправедливости» во главе с Лексом Лютором.
Разработка игры началась после приобретения прав на издание проектов компанией Midway Games по Лиге справедливости — это произошло в период тенденции, когда издатели видеоигр стали массово приобретать лицензию на игры по супергероям. Justice League: Injustice for All получила смешанные отзывы от критиков и игроков — её расценили как «короткую» и «шаблонную» в своём жанре.

## Игровой процесс

Скриншот игры, на котором Флэш взбирается на вертикальную поверхность благодаря своей скорости

Justice League: Injustice for All представляет собой игру в жанре beat ’em up в виде сайд-скроллера с элементами платформера. Игрок управляет семью членами Лиги справедливости — Бэтменом, Суперменом, Чудо-женщиной, Флэшем (Уолли Уэст), Зелёным Фонарём (Джон Стюарт), Девушкой-ястребом и Марсианским Охотником, вынужденные помешать злодейским планам Лекса Лютора. Игра поделена на двенадцать нелинейных уровней, которые можно пройти в любом порядке. В каждом уровне игрок управляет двумя разными членами Лиги, которыми можно в любой момент переключаться — если у одного из персонажей заканчивается здоровье, игра автоматически заменяет на другого персонажа. Помимо стандартных для своего жанра прыжков и основных ударов, почти все персонажи умеют летать с помощью правого курка на консоли. Левый курок Game Boy Advance же отвечает за особую способность персонажа — например, Марсианский Охотник может проходить сквозь стены, а Флэш способен быстро пробежать по какой-либо вертикальной поверхности благодаря своей суперскорости. В каждом уровне от игрока требуется найти и уничтожить одно из устройств Лекса Лютора для контроля сознания, а также победить члена «Банды несправедливости», выступающих в качестве босса.

## Сюжет
Лига справедливости получает оповещение о вторжении роботов Лекса Лютора в Метрополис. Супермен и Чудо-женщина отражают их атаку и сталкиваются с Лексом, который раскрыл, что это был отвлекающий манёвр. Бэтмен обнаруживает, что гражданские в состоянии амнезии начинают совершать преступления, что наталкивает героя на мысль о контроле сознания. Когда Бэтмен обнаруживает исходящие от вулкана на Гавайях странные частоты, Лига получает оповещение о нападении Джокера на Готэм-Сити и Феликса Фауста на Темискиру, что вынуждает команду разделиться. Лига узнаёт, что Лютор сформировал «Банду несправедливости» и поручил Джокеру, Фаусту и Звёздному Сапфиру охранять устройства для промывки мозгов. Бэтмен и Девушка-ястреб мешают Ультра-Гуманоиду активировать спутник для контроля сознания на МКС, Марсианский охотник и Флэш проникают в русскую крепость злодея Мрака и узнают, что Лекс готовится встретиться с внеземной партией в Розуэлле, от которой Бэтмен и Охотник отбиваются. Собрав данные в Розуэлле, Лига определяет местонахождение базы Лекса, которая находится на Луне. Прочесав атмосферу Земли в поисках оставшихся спутников для промывки мозга, они побеждают Лютора, который заявил, что заключил соглашение с инопланетянами, по которому ему полагается своя собственная Лига Лютора в обмен на Землю. Команда супергероев побеждает злодея и покидает его базу, которая самоуничтожается.

## Разработка и выход
29 апреля 2002 года компания Midway Games приобрела права на издание видеоигр, основанных на персонажах серии комиксов DC Comics «Лига справедливости» и одноимённом мультсериале 2001 года. Сделка состоялась в тот период, когда издатели игр стали активно приобретать права на выпуск игровых проектов по супергероям. Justice League: Injustice for All разработана американской студией Saffire под руководством Брайана Кристенсена при участии Кевина Поттера из Midway, продюсерами игры выступили Эймс Киршен и Адам Швенк из Warner Bros. Interactive Entertainment. Джон и Эндрю Нильсон были ведущими программистом и художником соответственно. Сюжет Injustice for All написал Флинт Дилл, а за аудиосопровождение отвечал Рик Брэдшоу. Официальный анонс игры состоялся 2 августа 2002 года. Релиз Justice League: Injustice for All состоялся 18 ноября того же года на портативной игровой консоли Game Boy Advance; в разработке также находились версии для PlayStation 2, Xbox и GameCube, но по неизвестным причинам они так и не были выпущены.

## Отзывы критиков
| Сводный рейтинг    | Сводный рейтинг |
| Агрегатор          | Оценка          |
| ------------------ | --------------- |
| GameRankings       | 54,62 %         |
| Metacritic         | 56/100          |
| Иноязычные издания |                 |
| Издание            | Оценка          |
| AllGame            | [ 5 ]           |
| Game Informer      | 4,25/10         |
| GameSpot           | 5/10            |
| GameSpy            | 52 %            |
| GameZone           | 7/10            |
| IGN                | 5/10            |
| Nintendo Power     | 13/25           |

Согласно сайту-агрегатору Metacritic, игра получила 56 баллов из 100, что, по критериям сайта, указывает на «смешанные отзывы». Джон М. Гибсон из GameSpy и Фрэнк Прово из GameSpot расценили игру как «шаблонную», в которой нет ничего уникального, что отличало бы её от других игр в своём жанре, а также отметили «короткую» продолжительность. Код Ковбой из сайта GameZone написал, что он «закончил Injustice for All быстрее, чем любую другую игру, которую он проходил за последние годы». Прово, Ковбой и Бретт Аллан Вайс из Allgame отметили, что игра понравится юным поклонникам сериала, но Гибсон предупредил об обилии «заурядных подсказок», что может отпугнуть даже закоренелых фанатов. Эндрю Райнер из Game Informer остался разочарован утомительными заданиями в игре и «неамбициозным» дизайном, назвав игру «ещё одним плохо выполненным сайд-скроллер-броулером», который был «монотонным настолько, насколько и бессмысленным».
Хоть рецензенты из Nintendo Power отметили достаточно неплохое управление, Крейг Харрис из IGN и Бретт Аллан Вайс раскритиковали «чрезмерно строгое» обнаружение столкновений, при этом Харрис ещё отметил, что персонажи не могут выполнять какие-либо корректирующие действия в середине анимации. Боевую систему критики сочли «простой» и «неглубокой», а для победы над противниками и боссами «не требуется какая-либо стратегия, кроме использования базовых атак ближнего боя». Гибсон добавил, что небольшое разнообразие врагов усиливает их избыточность и предсказуемость. Прово остался доволен реализованным способностям персонажей, но при этом отметил, что дизайн уровней не создаёт особых возможностей для их использования. Код Ковбой написал, что простота боевой системы сделала их способности «ненужными», с ним был согласен Вайс. Оба критика остались разочарованы отсутствием возможности индивидуального выбора персонажа на каждом уровне, а Харрис и Вайс ещё добавили, что игра могла бы быть на уровне The Lost Vikings, если бы взаимодействие между героями было реализовано лучше, а дизайн уровней — более продуманным. Некоторые рецензенты жаловались на неудачно расположенные ловушки, вроде ям с шипами или обрушающихся сталактитов, которые, как заметил Вайс, усугублялись маленьким экраном Game Boy Advance. У Гибсона и Харриса сложилось впечатление, что разработка игры была ускорена, чтобы наспех извлечь выгоду от популярности мультсериала по Лиге справедливости. Вайс поддержал их мнение, указав на то, что разработчикам стоило было потратить больше времени на создание Injustice for All, чтобы усовершенствовать дизайн уровней и искусственный интеллект.
Вайс, Ковбой и рецензенты из Nintendo Power остались довольны анимацией и моделями персонажей. Однако Гибсон и Харрис отметили, что использование трёхмерных моделей вместо нарисованных от руки спрайтов привело к потере сходства с героями из мультсериала, а анимацию они описали как «жёсткую» и «неуклюжую»; Гибсон также счёл отсутствие визуальной индивидуальности у персонажей «катастрофическим». Прово отметил, что верность художественного стиля мультсериала вылилась в более упрощённые ассеты, чем в других играх на Game Boy Advance, и добавил, что отсутствие интересных или узнаваемых врагов демонстрирует ощущение «формочки для печенья». Код Ковбой остался впечатлён детализацией в игре, но отметил некоторые проблемы с перспективой и размерностью — он испытывал трудности с определением того, в какие здания можно войти, и не видел различия между задним и передним планом. Вайс и Харрис назвали задние планы уровней «неравномерными», причём первый назвал часть из них «красиво детализированными». Второй же отметил стыки, которые напомнили ему «любительскую работу по поклейке обоев». Гибсон раскритиковал «неряшливое» окружение и сослался на «выложенные плиткой» фоны как доказательство сжатых сроков разработки и причину путаницы в навигации на уровне, из-за чего некоторые комнаты выглядят одинаково. Вайс и Гибсон остались разочарованы отсутствием анимации в кат-сценах, хотя Код Ковбой порадовался сходству игровых персонажей с мультсериалом.
Вайс и Ковбой похвалили звуковое оформление, хотя первый указал на небольшой размер динамиков Game Boy Advance, из-за чего звук в игре «немного грубоват». Оба отметили отсутствие разнообразие в звуковых эффектах, указав на то, что оружие и способности в этом плане звучат одинаково. Прово же назвал аудио-оформление «нечётким» и «неинтересным» и написал, что музыка хоть и соответствует теме супергероев, каких-либо уникальных композиций в игре нет. Харрис описал саундтрек как «чрезвычайно хаотичным», сравнив её с «кем-то, просто барабанящим по синтезатору Casiotone».